# Autoritat de Recerca i Desenvolupament Biomèdic Avançat dels Estats Units
La Biomedical Advanced Research and Development Authority (BARDA, traduït com Autoritat de Recerca i Desenvolupament Biomèdic Avançat) és una oficina del Departament de Salut i Serveis Humans dels Estats Units responsable de l'adquisició i el desenvolupament de contramesures mèdiques, principalment contra el bioterrorisme, incloses les amenaces químiques, biològiques, radiològiques i nuclears, a més de la pandèmia de grip i malalties emergents.